# MAROO企画
MAROO企画（マルきかく、마루기획）は、2010年に設立された韓国の芸能事務所である。

## 所属アーティスト

### グループ
- NORAZO
- TEEN TEEN
- GHOST9

### 歌手
- パク・ジフン（元・Wanna One）

### 俳優
- チェ・ムンヒ
- クォン・スンウ

## 過去の所属アーティスト

### レーベルアーティスト
- キム・ヨンジ（2012 - 2017）
- 1PS（2014 - 2015）
- Song Ho-beom（2014 - ????）
- ハン・ヨン（2015 - 2018）
- MyB（2015 - 2016）
- アシュグレイ（2016）
- 超新星　現:SUPERNOVA（2007 - 2018）
- BONUSBaby（2017 - 2018）
- カーン（2018 - 2019）

### 歌手
- キム・ジョングク（2015–2018）

### 俳優
- ハ・ソクジン（2015–2018）
- ペ・グリン（2017）
- クォン・ヨハン（2018 – ????）
- イ・サンミ（2018 – ????）
- ソ・ウンチェ
- Dabee